# Rhinella
Rhinella, comumente conhecido como sapo-cururo, é um gênero de sapos verdadeiros nativos das partes neotropicais do México e da América Central e do Sul. Além disso, o sapo-cururu foi introduzido na Austrália, no Caribe, nas Filipinas e em outros lugares.
Originalmente, todas as espécies do gênero Rhinella foram incluídas no gênero Bufo, depois foram divididas nos gêneros Chaunus e Rhamphophryne . No entanto, Chaunus e Rhamphophryne são agora considerados sinônimos de Rhinella.

## Etimologia
- Rhinella significa 'nariz pequeno', de ῥῑνο- (ῥῑνο- ), a forma de combinação do grego antigo rhis (ῥίς , 'nariz') e o sufixo diminutivo latino -ella.[2]
- Chaunus é a forma latinizada do grego antigo chaûnos (χαῦνος , 'poroso, esponjoso').[3][4]
- Rhamphophryne, que significa “sapo de bico”, é de rhamphos (ῥάµϕος , 'bico') [5] e phrunē ( φρύνη , 'Sapo').[2]

## Espécies
As seguintes espécies são reconhecidas no gênero Rhinella : 
| Nome binomial e autor                                               | Nome comum                   |
| ------------------------------------------------------------------- | ---------------------------- |
| Rhinella abei (Baldissera, Caramaschi & Haddad, 2004)               |                              |
| Rhinella achalensis (Cei, 1972)                                     | Sapo-Cordoba                 |
| Rhinella achavali (Maneyro, Arrieta, & de Sá, 2004)                 |                              |
| Rhinella acrolopha (Trueb, 1971)                                    |                              |
| Rhinella acutirostris (Spix, 1824)                                  |                              |
| Rhinella alata (Thominot, 1884)                                     |                              |
| Rhinella amabilis (Pramuk and Kadivar, 2003)                        |                              |
| Rhinella amboroensis (Harvey & Smith, 1993)                         | Sapo-cochabamba              |
| Rhinella arborescandens (Duellman & Schulte, 1992)                  |                              |
| Rhinella arenarum (Hensel, 1867)                                    | Sapo comum; Sapo argentino   |
| Rhinella arequipensis (Vellard, 1959)                               | Sapo rio Chili               |
| Rhinella arunco (Molina, 1782)                                      | Arunco                       |
| Rhinella atacamensis (Cei, 1962)                                    | Sapo vallenar; Sapo Atacama  |
| Rhinella azarai (Gallardo, 1965)                                    |                              |
| Rhinella beebei (Gallardo, 1965)                                    |                              |
| Rhinella bergi (Céspedez, 2000)                                     |                              |
| Rhinella bernardoi Sanabria, Quiroga, Arias, and Cortez, 2010       |                              |
| Rhinella casconi Roberto, Brito, and Thomé, 2014                    |                              |
| Rhinella castaneotica (Caldwell, 1991)                              |                              |
| Rhinella centralis Narvaes and Rodrigues, 2009                      |                              |
| Rhinella ceratophrys (Boulenger, 1882)                              |                              |
| Rhinella cerradensis Maciel, Brandão, Campos, and Sebben, 2007      |                              |
| Rhinella chavin (Lehr, Köhler, Aguilar & Ponce, 2001)               |                              |
| Rhinella chrysophora (McCranie, Wilson & Williams, 1989)            | Sapo Rio Viejo               |
| Rhinella chullachaki (2021)                                         |                              |
| Rhinella cristinae (Vélez-Rodriguez & Ruiz-Carranza, 2002)          |                              |
| Rhinella crucifer (Wied-Neuwied, 1821)                              | Sapo-amarelo; cururu-pequeno |
| Rhinella dapsilis (Myers & Carvalho, 1945)                          | Sapo-Bom-Jardim              |
| Rhinella diptycha (Cope, 1862)                                      | Sapo-boi; sapo-cururu        |
| Rhinella dorbignyi (Duméril & Bibron, 1841)                         | Sapo Dorbigny                |
| Rhinella exostosica Ferrão, Lima, Ron, dos Santos & Hanken, 2020    |                              |
| Rhinella fernandezae (Gallardo, 1957)                               | Sapo Bella Vista             |
| Rhinella festae (Peracca, 1904)                                     |                              |
| Rhinella fissipes (Boulenger, 1903)                                 | Sapo-carabaya                |
| Rhinella gallardoi (Carrizo, 1992)                                  | Sapo Gallardo                |
| Rhinella gildae Vaz-Silva, Maciel, Bastos, and Pombal, 2015         |                              |
| Rhinella gnustae (Gallardo, 1967)                                   | Sapo Rio Grande              |
| Rhinella granulosa (Spix, 1824)                                     | Sapo comum menor             |
| Rhinella henseli (Lutz, 1934)                                       |                              |
| Rhinella hoogmoedi (Caramaschi & Pombal, 2006)                      |                              |
| Rhinella horribilis (Wiegmann, 1833)                                |                              |
| Rhinella humboldti (Gallardo, 1965)                                 | Sapo Rivero                  |
| Rhinella icterica (Spix, 1824)                                      | Sapo-cururu; Sapo-boi        |
| Rhinella inca (Stejneger, 1913)                                     | Sapo Inca                    |
| Rhinella inopina Vaz-Silva, Valdujo, and Pombal, 2012               |                              |
| Rhinella iserni (Jiménez de la Espada, 1875)                        | Sapo Rio Perene              |
| Rhinella jimi (Stevaux, 2002)                                       | Sapo-cururu                  |
| Rhinella justinianoi (Harvey & Smith, 1994)                         | Sapo El Chape                |
| Rhinella leptoscelis (Boulenger, 1912)                              |                              |
| Rhinella lescurei Fouquet, Gaucher, Blanc and Velez-Rodriguez, 2007 |                              |
| Rhinella lilyrodriguezae Cusi, Moravec, Lehr, and Gvoždík, 2017     |                              |
| Rhinella limensis (Werner, 1901)                                    |                              |
| Rhinella lindae (Rivero & Castaño, 1990)                            |                              |
| †Rhinella loba Pérez-Ben, Gómez & Báez, 2019                        |                              |
| Rhinella macrorhina (Trueb, 1971)                                   |                              |
| Rhinella magnussoni Lima, Menin, and Araújo, 2007                   |                              |
| Rhinella major (Müller and Hellmich, 1936)                          |                              |
| Rhinella manu Chaparro, Pramuk, and Gluesenkamp, 2007               |                              |
| Rhinella margaritifera (Laurenti, 1768)                             |                              |
| Rhinella marina (Linnaeus, 1758)                                    | Sapo-cururu; Sapo-boi        |
| Rhinella martyi Fouquet, Gaucher, Blanc and Velez-Rodriguez, 2007   |                              |
| Rhinella merianae (Gallardo, 1965)                                  |                              |
| Rhinella mirandaribeiroi (Gallardo, 1965)                           |                              |
| Rhinella multiverrucosa (Lehr, Pramuk & Lundberg, 2005)             |                              |
| Rhinella nattereri (Bokermann, 1967)                                |                              |
| Rhinella nesiotes (Duellman & Toft, 1979)                           | Sapo Laguna                  |
| Rhinella nicefori (Cochran & Goin, 1970)                            |                              |
| Rhinella ocellata (Günther, 1858)                                   |                              |
| Rhinella ornata Spix, 1824                                          |                              |
| Rhinella paraguas Grant and Bolívar-Garcías, 2014                   |                              |
| Rhinella paraguayensis Ávila, Pansonato, and Strüssmann, 2010       |                              |
| Rhinella poeppigii (Tschudi, 1845)                                  | Sapo-cinzento                |
| Rhinella proboscidea (Spix, 1824)                                   |                              |
| Rhinella pygmaea (Myers & Carvalho, 1952)                           | Sapo Rio Parahyba            |
| Rhinella quechua (Gallardo, 1961)                                   | Sapo Incachaca               |
| Rhinella roqueana (Melin, 1941)                                     |                              |
| Rhinella rostrata (Noble, 1920)                                     |                              |
| Rhinella rubescens (Lutz, 1925)                                     |                              |
| Rhinella rubropunctata (Guichenot, 1848)                            |                              |
| Rhinella ruizi (Grant, 2000)                                        |                              |
| Rhinella rumbolli (Carrizo, 1992)                                   | Sapo salta                   |
| Rhinella scitula (Caramaschi & de Niemeyer, 2003)                   |                              |
| Rhinella sclerocephala (Mijares-Urrutia & Arends-R., 2001)          |                              |
| Rhinella sebbeni Vaz-Silva, Maciel, Bastos, and Pombal, 2015        |                              |
| Rhinella spinulosa (Wiegmann, 1834)                                 |                              |
| Rhinella stanlaii (Lötters & Köhler, 2000)                          |                              |
| Rhinella sternosignata (Günther, 1858)                              |                              |
| Rhinella tacana (Padial, Reichle, McDiarmid, & De la Riva, 2006)    |                              |
| Rhinella tenrec (Lynch & Renjifo, 1990)                             |                              |
| Rhinella truebae (Lynch & Renjifo, 1990)                            |                              |
| Rhinella vellardi (Leviton & Duellman, 1978)                        | Sapo Alto Maranon            |
| Rhinella veraguensis (Schmidt, 1857)                                | Sapo Veragua                 |
| Rhinella veredas (Brandão, Maciel, and Sebben, 2007)                |                              |
| Rhinella yanachaga Lehr, Pramuk, Hedges, and Córdova, 2007          |                              |
| Rhinella yunga (Mordavec, Lehr, 2014)                               |                              |